# 폴라 마셜
폴라 마셜(Paula Marshall, 1964년 6월 12일 ~ )은 미국의 배우이다.

## 출연 작품

### 영화
- 헬레이저 3 (1992)
- 워락 2: 아마게돈 (1993)
- 간호사 (1993, Nurses on the Line: The Crash of Flight 7)
- 울프 캅 (1993)
- 뉴에이지 (1994, The New Age)
- 브라더 스토리 (1996, A Family Thing)
- 더블 로맨스 (1997, That Old Feeling)
- 목요일 (1998)
- 열두 명의 웬수들 (2003)
- Break a Leg (2005)
- 나는 누가 날 죽였는지 알고 있다 (2007, I Know Who Killed Me)
- Helping Hand (2008) - 단편
- 미스 노바디 (2010, Miss Nobody)
- 위도우 디텍티브 (2012, Widow Detective)
- We Love You, Sally Carmichael! (2017)

### 텔레비전
- 초인 플래시 (1990) - 파일럿 편
- 케빈은 열두살 (1992-93)
- 이야기 도시 (1997-98)
- 저스트 슛 미 (2002)
- 베로니카 마스 (2004-06)
- Out of Practice (2005-06)
- 닙턱 (2007-08)
- 캘리포니케이션 (2007–08)
- 샤크 (2008)
- 게리 언메리드 (2008-10, Gary Unmarried)
- 더 레이트 레이트 쇼 위드 크레이그 퍼거슨 (2009)